# Бражник Гашкевича
Бражник Гашкевича (лат. Marumba gaschkewitschii) — бабочка из семейства бражников (Sphingidae). Обычный дальневосточный вид, проникающий на запад до Забайкалья и Монголии. Видовое название дано в честь И. А. Гошкевича, исследователя и дипломата, первого консула России в Японии, либо в честь его супруги, которая и занималась сборами бабочек.

## Описание
Размах крыльев 65 — 80 мм. Передние крылья заметно вытянуты к вершине, с зубчатым внешним краем.
Основной фон крыльев серо-коричневый с затемнённым внешним и задним краями и узким коричневым пятном на поперечной жилке. В поперечном направлении проходят узкие коричневые перевязи, внешние из которых огибают чёрно-коричневое вытянутое по заднему краю пятно, расположенное в заднем углу крыла.
Задние крылья красноватые или розово-красные, со светло-коричневой внешней частью и двумя чёрно-коричневыми пятнами у заднего угла.
Тело светло-коричневого цвета, посредине спинки проходит широкая нечёткая продольная полоса тёмно-коричневого цвета.

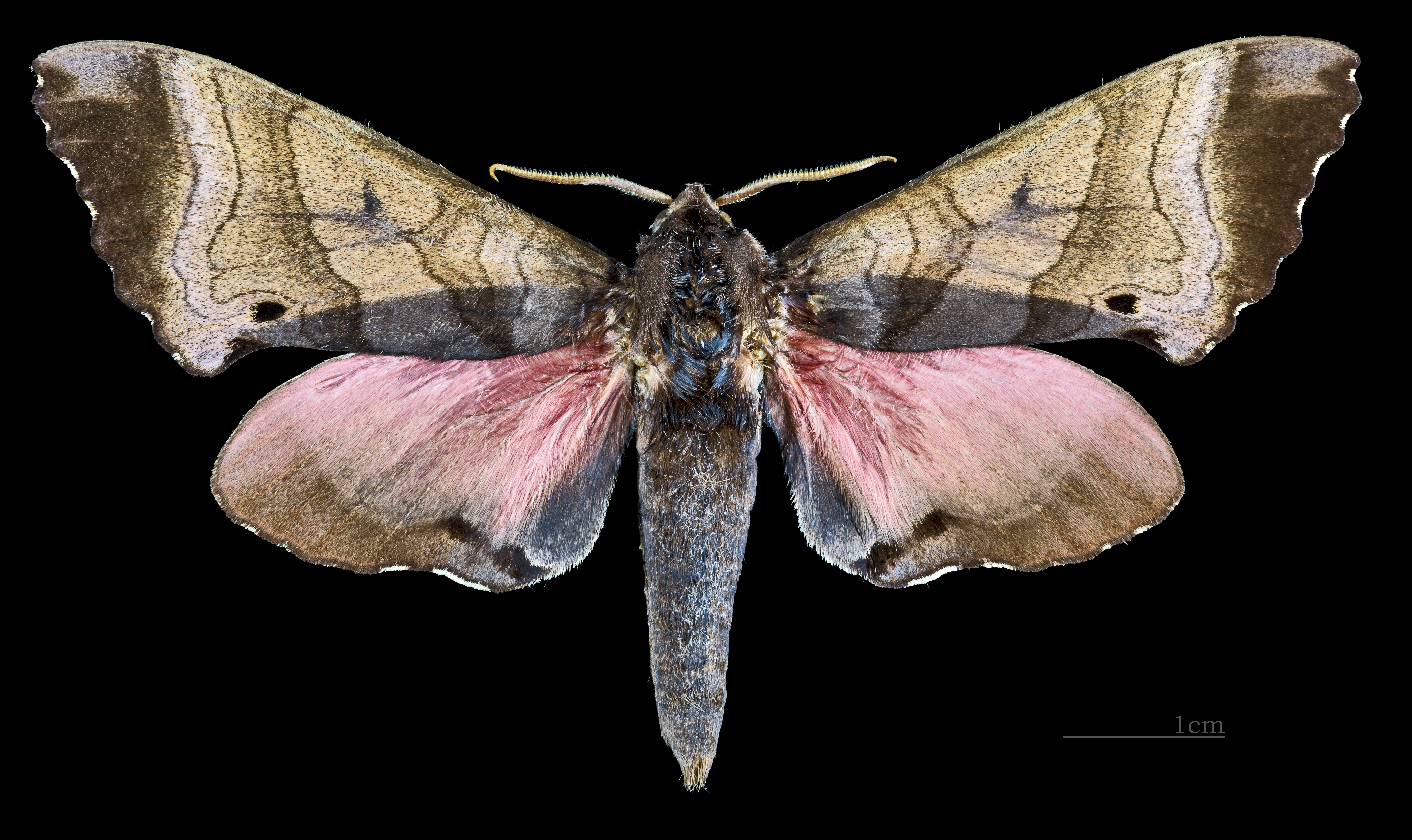
Marumba gaschkewitschii echephron ♂
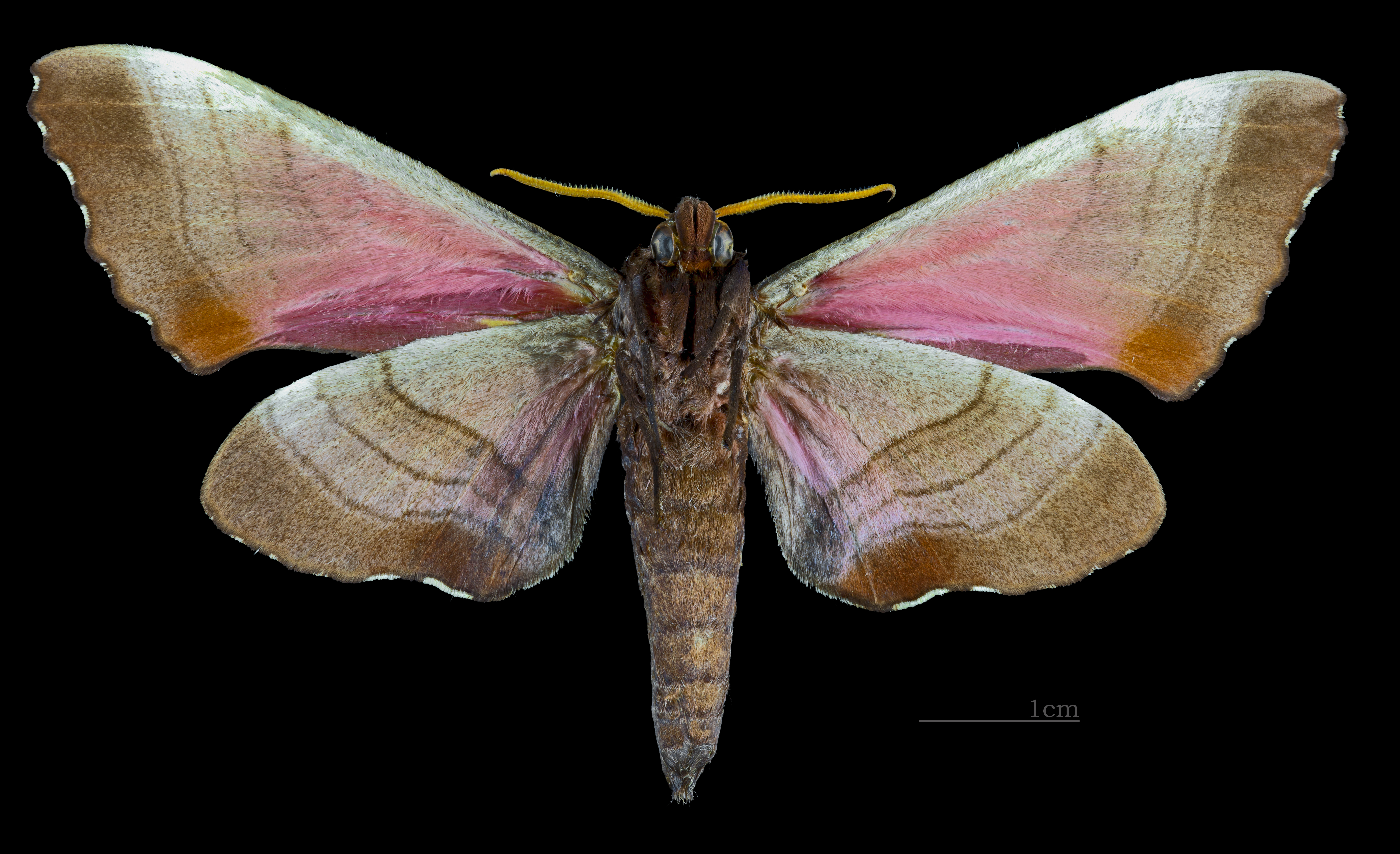
Marumba gaschkewitschii echephron ♂ △
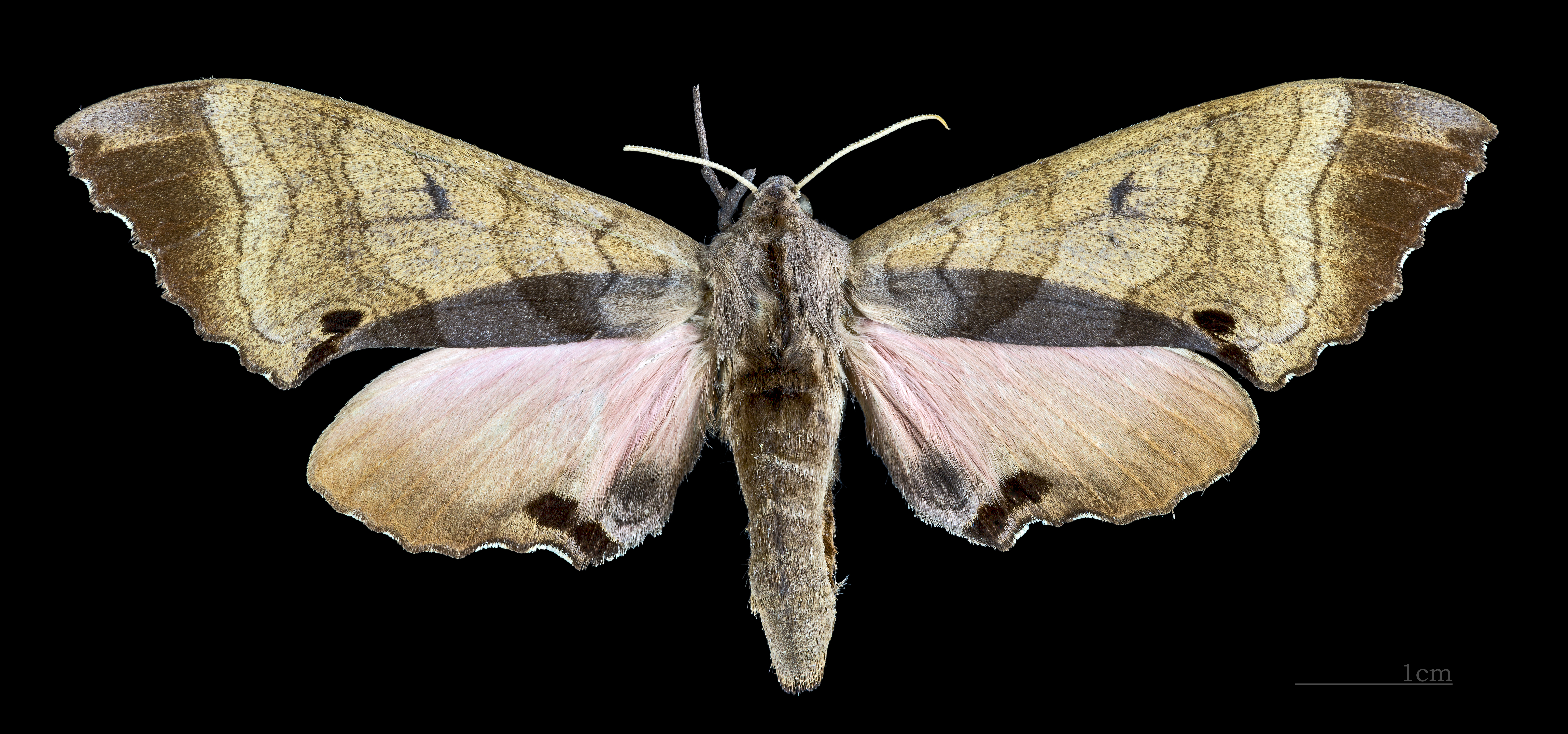
Marumba gaschkewitschii echephron ♀
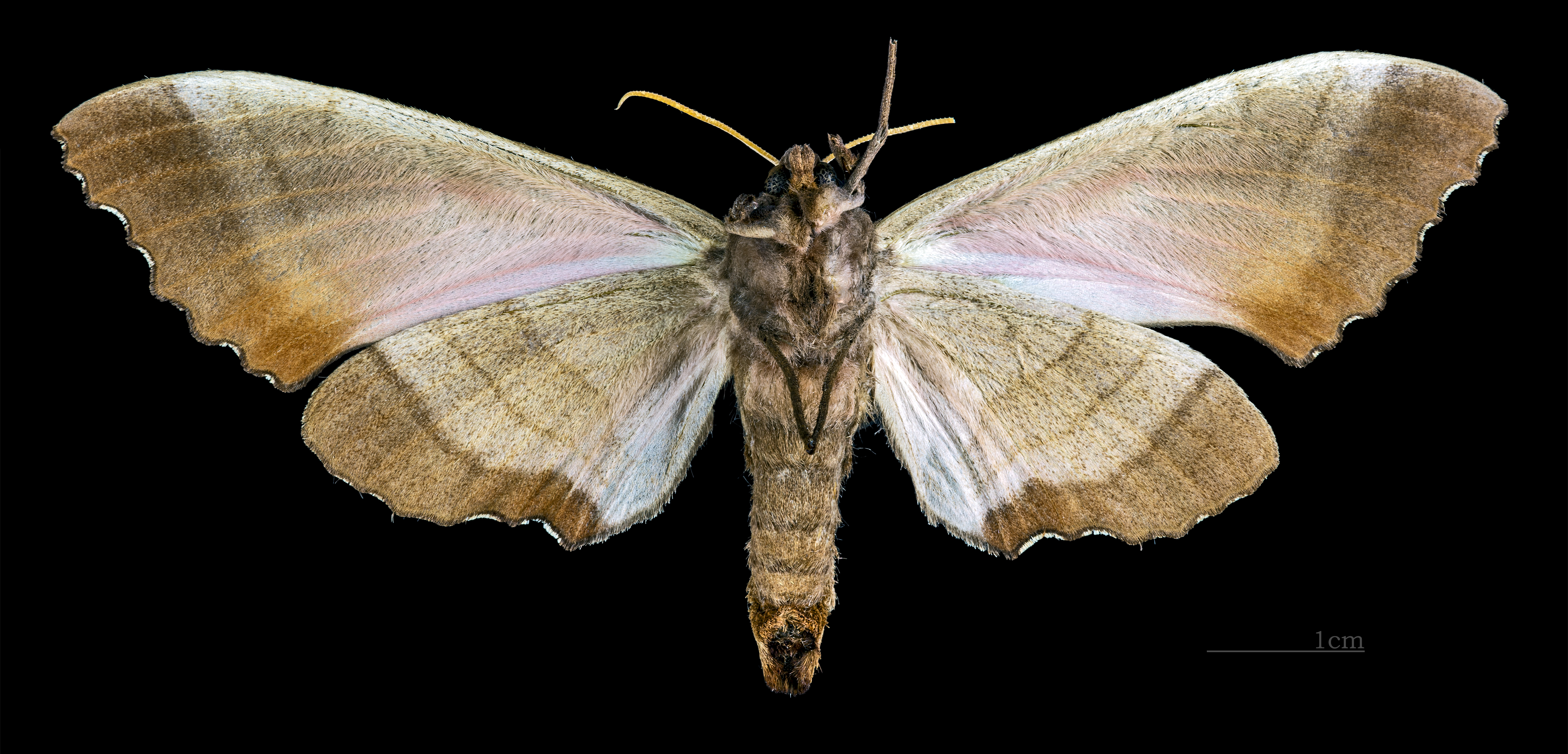
Marumba gaschkewitschii echephron ♀ △

## Ареал
Восточное Забайкалье, Приамурье, Приморье, Камчатка, Центральная и Восточная Монголия, Китай, Корея, Япония. Периодически даёт локальные вспышки массовых размножений на юге Хабаровского края и в юго-западных районах Приморского края.

## Время лёта
С конца мая до начала августа. Одно поколение в год.

## Размножение
Гусеница светло-зелёная с многочисленными белыми гранулами. Голова зелёная, треугольной формы. Грудные сегменты с двумя белыми продольными линиями. По спинке и бокам брюшных сегментов 6-7 белых косых линий. Светло-жёлтый рог на последнем членике тела. Длина гусеницы до 60 мм. Кормовые растения гусениц — розоцветные: яблоня, боярышник, черёмуха, абрикос и другие.
Куколка длиной около 40 мм, тёмно-коричневая, с мощным морщинистым гребнем на темени. Кремастер уплощённый, в передней половине округлый, в задней — в виде узкой, раздвоенной на конце полоски. Зимует куколка в земле или лиственной подстилке.

## Охрана
Внесён в Красные Книги Республики Бурятия и Забайкальского края.